# 祖國 (愛沙尼亞政黨)
祖国，是愛沙尼亞的一个基督教民主主義及民族保守主義政黨。
该党成立于2006年6月4日，当时的名字是祖國與共和國聯盟，由祖國聯盟與共和國黨兩個保守主义政黨合併而成。在2007年爱沙尼亚议会选举中，该党获得了议会101席中的32个，并获得欧洲议会中爱沙尼亚6个席位中的一个。該黨為歐洲人民黨成員之一。合并后的政党有两个独立的委员会及两位党主席，2007年5月时被联合的委员会及党主席取代。该党的总理候选人是马尔特·拉尔，他后来成为该党的主席。2018年该党的名字改为“祖国”。
政治理念上，该党在政治光谱中为中間偏右或右派，经济上推崇自由主义。

## 外部連結
- 官方网站  （文）